# 2017-es női labdarúgó-Európa-bajnokság
A 2017-es női labdarúgó Európa-bajnokságot Hollandiában rendezték július 16-a és augusztus 6-a között. A címvédő a német válogatott volt. Ez volt a 12. női labdarúgó Európa-bajnokság, 16 részt vevő országgal.
Hollandia 2014. december 4-én kapta meg a rendezés jogát.
A német válogatott 22 éves győzelmi sorozata szakadt meg azt követően, hogy a negyeddöntőben kikaptak a dán csapattól. Ez volt a torna történetében mindössze a második vereségük, legutóbb az 1993-as döntőben kaptak ki.
A házigazda Hollandia története első Európa-bajnoki címét szerezte, miután a döntőben 4–2-re legyőzte a dánokat.

## Helyszínek
A torna mérkőzéseit a következő hét helyszínen rendezték:
| Város      | Stadion                  | Befogadóképesség | Mérkőzések száma               |
| ---------- | ------------------------ | ---------------- | ------------------------------ |
| Breda      | Stadium Rat Verlegh      | 19 000           | 4 csoportmérkőzés, elődöntő    |
| Deventer   | Stadium De Adelaarshorst | 10 000           | 4 csoportmérkőzés, negyeddöntő |
| Doetinchem | De Vijverberg            | 12 600           | 4 csoportmérkőzés, negyeddöntő |
| Enschede   | De Grolsch Veste         | 30 205           | Elődöntő, döntő                |
| Rotterdam  | Het Kasteel              | 10 599           | 4 csoportmérkőzés, negyeddöntő |
| Tilburg    | Koning Willem II Stadion | 14 500           | 4 csoportmérkőzés, negyeddöntő |
| Utrecht    | Galgenwaard              | 23 750           | 4 csoportmérkőzés              |

## Lebonyolítás
A 16 csapatot 4 darab 4 fős csoportba sorsolták. Mindegyik csoportból két csapat jutott tovább az egyenes kieséses szakaszba. Az A csoportból a továbbjutók a B csoportból kaptak ellenfelet, a C csoportból az első két helyezett a D csoportból kapott ellenfelet. A csoportok első helyezettjei a másik csoportból a második helyezettet kapták a negyeddöntőben. Ebben az évben sem rendeztek bronzmérkőzést. A csoportok végső sorrendjét a körmérkőzések után határozták meg. A győzelem 3, a döntetlen 1 és a vereség 0 pontot ért. Ez a rendszer megegyezik az 1996. és 2012. között használt férfi Európa-bajnokságéval.

## Részt vevő csapatok

A 2017-es Európa-bajnokságon részt vevő országok helyezései

| Csapat         | Részvételi jog                     | Részvételi jog megszerzésének dátuma | Utolsó Eb-részvétel | Részvételek száma |
| -------------- | ---------------------------------- | ------------------------------------ | ------------------- | ----------------- |
| Hollandia      | Rendező                            | 2014. december 4.                    | 2013                | 3                 |
| Franciaország  | 3. selejtezőcsoport győztese       | 2016. április 11.                    | 2013                | 6                 |
| Németország CV | 5. selejtezőcsoport győztese       | 2016. április 12.                    | 2013                | 10                |
| Svájc          | 6. selejtezőcsoport győztese       | 2016. június 4.                      | –                   | 1                 |
| Anglia         | 7. selejtezőcsoport győztese       | 2016. június 7.                      | 2013                | 8                 |
| Norvégia       | 8. selejtezőcsoport győztese       | 2016. június 7.                      | 2013                | 11                |
| Spanyolország  | 2. selejtezőcsoport győztese       | 2016. június 7.                      | 2013                | 3                 |
| Svédország     | 4. selejtezőcsoport győztese       | 2016. szeptember 15.                 | 2013                | 10                |
| Izland         | 1. selejtezőcsoport győztese       | 2016. szeptember 16.                 | 2013                | 3                 |
| Skócia         | 1. selejtezőcsoport 2. helyezettje | 2016. szeptember 16.                 | –                   | 1                 |
| Belgium        | 7. selejtezőcsoport 2. helyezettje | 2016. szeptember 16.                 | –                   | 1                 |
| Ausztria       | 8. selejtezőcsoport 2. helyezettje | 2016. szeptember 20.                 | –                   | 1                 |
| Dánia          | 4. selejtezőcsoport 2. helyezettje | 2016. szeptember 20.                 | 2013                | 9                 |
| Olaszország    | 6. selejtezőcsoport 2. helyezettje | 2016. szeptember 20.                 | 2013                | 11                |
| Oroszország    | 5. selejtezőcsoport 2. helyezettje | 2016. szeptember 20.                 | 2013                | 5                 |
| Portugália     | Pótselejtező győztese              | 2016. október 25.                    | –                   | 1                 |

## Sorsolás
A csoportok sorsolását 2016. november 8.-án tartották Rotterdamban. A csapatokat négy kalapból sorsolták ki, a Holland válogatottat nem rakták kalapba, mert rendezőként őket automatikusan az A csoport első helyére tettek. Az első kalapban a kijutók közül a világranglistán a három legjobb kijutott európai csapat került, a másik három kalapban már négy csapat foglalt helyet.
| 1. kalap      | 2. kalap      | 3. kalap    | 4. kalap    |
| ------------- | ------------- | ----------- | ----------- |
| Németország   | Norvégia      | Olaszország | Ausztria    |
| Franciaország | Svédország    | Izland      | Belgium     |
| Anglia        | Spanyolország | Skócia      | Oroszország |
|               | Svájc         | Dánia       | Portugália  |

## Csoportkör

### A csoport
| Hely. | Csapat        | M | Gy | D | V | G+ | G– | Gk | P | Továbbjutás                                |
| ----- | ------------- | - | -- | - | - | -- | -- | -- | - | ------------------------------------------ |
| 1.    | Hollandia (H) | 3 | 3  | 0 | 0 | 4  | 1  | +3 | 9 | Továbbjutott az egyenes kieséses szakaszba |
| 2.    | Dánia         | 3 | 2  | 0 | 1 | 2  | 1  | +1 | 6 | Továbbjutott az egyenes kieséses szakaszba |
| 3.    | Belgium       | 3 | 1  | 0 | 2 | 3  | 3  | 0  | 3 |                                            |
| 4.    | Norvégia      | 3 | 0  | 0 | 3 | 0  | 4  | −4 | 0 |                                            |

| 2017. július 16. 18:00 |

| Hollandia         | 1–0               | Norvégia |
| ----------------- | ----------------- | -------- |
| van de Sanden 66' | (0-0) Jegyzőkönyv |          |

| Galgenwaard, Utrecht Nézőszám: 21 732 Játékvezető: Stéphanie Frappart (francia) |

| 2017. július 16. 20:45 |

| Dánia          | 1–0               | Belgium |
| -------------- | ----------------- | ------- |
| Troelsgaard 6' | (1-0) Jegyzőkönyv |         |

| De Vijverberg, Doetinchem Nézőszám: 5 000 Játékvezető: Kateryna Monzul (ukrán) |

| 2017. július 20. 18:00 |

| Norvégia | 0–2               | Belgium                 |
| -------- | ----------------- | ----------------------- |
|          | (0–0) Jegyzőkönyv | Van Gorp 59' Cayman 67' |

| Rat Verlegh, Breda Nézőszám: 8 477 Játékvezető: Monika Mularczyk (lengyel) |

| 2017. július 20. 20:45 |

| Hollandia             | 1–0               | Dánia |
| --------------------- | ----------------- | ----- |
| Spitse 20' (11-esből) | (1–0) Jegyzőkönyv |       |

| Het Kasteel, Rotterdam Nézőszám: 10 599 Játékvezető: Riem Hussein (német) |

| 2017. július 24. 20:45 |

| Belgium      | 1–2               | Hollandia                         |
| ------------ | ----------------- | --------------------------------- |
| Wullaert 59' | (0–1) Jegyzőkönyv | Spitse 27' (11-esből) Martens 74' |

| Willem II, Tilburg Nézőszám: 12 697 Játékvezető: Bibiana Steinhaus (német) |

| 2017. július 24. 20:45 |

| Norvégia | 0–1               | Dánia   |
| -------- | ----------------- | ------- |
|          | (0–1) Jegyzőkönyv | Veje 5' |

| De Adelaarshorst, Deventer Nézőszám: 5 885 Játékvezető: Stéphanie Frappart (francia) |

### B csoport
| Hely. | Csapat      | M | Gy | D | V | G+ | G– | Gk | P | Továbbjutás                                |
| ----- | ----------- | - | -- | - | - | -- | -- | -- | - | ------------------------------------------ |
| 1.    | Németország | 3 | 2  | 1 | 0 | 4  | 1  | +3 | 7 | Továbbjutott az egyenes kieséses szakaszba |
| 2.    | Svédország  | 3 | 1  | 1 | 1 | 4  | 3  | +1 | 4 | Továbbjutott az egyenes kieséses szakaszba |
| 3.    | Oroszország | 3 | 1  | 0 | 2 | 2  | 5  | −3 | 3 |                                            |
| 4.    | Olaszország | 3 | 1  | 0 | 2 | 5  | 6  | −1 | 3 |                                            |

| 2017. július 17. 18:00 |

| Olaszország | 1–2               | Oroszország               |
| ----------- | ----------------- | ------------------------- |
| Mauro 88'   | (0–2) Jegyzőkönyv | Danyilova 9' Morozova 26' |

| Het Kasteel, Rotterdam Nézőszám: 669 Játékvezető: Jana Adámková (cseh) |

| 2017. július 17. 20:45 |

| Németország | 0–0               | Svédország |
| ----------- | ----------------- | ---------- |
|             | (0–0) Jegyzőkönyv |            |

| Rat Verlegh, Breda Nézőszám: 9 276 Játékvezető: Kulcsár Katalin (magyar) |

| 2017. július 21. 18:00 |

| Svédország                   | 2–0               | Oroszország |
| ---------------------------- | ----------------- | ----------- |
| Schelin 22' Blackstenius 51' | (1–0) Jegyzőkönyv |             |

| De Adelaarshorst, Deventer Nézőszám: 5 764 Játékvezető: Stéphanie Frappart (francia) |

| 2017. július 21. 20:45 |

| Németország                      | 2–1               | Olaszország |
| -------------------------------- | ----------------- | ----------- |
| Henning 19' Peter 67' (11-esből) | (1–1) Jegyzőkönyv | Mauro 29'   |

| Willem II, Tilburg Nézőszám: 7 108 Játékvezető: Katerina Monzul (ukrán) |

| 2017. július 25. 20:45 |

| Oroszország | 0–2               | Németország                                  |
| ----------- | ----------------- | -------------------------------------------- |
|             | (0–1) Jegyzőkönyv | Peter 10' (11-esből) Marozsán 56' (11-esből) |

| Galgenwaard, Utrecht Nézőszám: 6 458 Játékvezető: Monika Mularczyk (lengyel) |

| 2017. július 25. 20:45 |

| Svédország                              | 2–3               | Olaszország                 |
| --------------------------------------- | ----------------- | --------------------------- |
| Schelin 14' (11-esből) Blackstenius 47' | (1–2) Jegyzőkönyv | Sabatino 4' 37' Girelli 85' |

| De Vijverberg, Doetinchem Nézőszám: 5 203 Játékvezető: Esther Staubli (svájc) |

### C csoport
| Hely. | Csapat        | M | Gy | D | V | G+ | G– | Gk | P | Továbbjutás                                |
| ----- | ------------- | - | -- | - | - | -- | -- | -- | - | ------------------------------------------ |
| 1.    | Ausztria      | 3 | 2  | 1 | 0 | 5  | 1  | +4 | 7 | Továbbjutott az egyenes kieséses szakaszba |
| 2.    | Franciaország | 3 | 1  | 2 | 0 | 3  | 2  | +1 | 5 | Továbbjutott az egyenes kieséses szakaszba |
| 3.    | Svájc         | 3 | 1  | 1 | 1 | 3  | 3  | 0  | 4 |                                            |
| 4.    | Izland        | 3 | 0  | 0 | 3 | 1  | 6  | −5 | 0 |                                            |

| 2017. július 18. 18:00 |

| Ausztria   | 1–0               | Svájc |
| ---------- | ----------------- | ----- |
| Burger 15' | (1–0) Jegyzőkönyv |       |

| De Adelaarshorst, Deventer Nézőszám: 4 781 Játékvezető: Bibiana Steinhaus (német) |

| 2017. július 18. 20:45 |

| Franciaország            | 1–0               | Izland |
| ------------------------ | ----------------- | ------ |
| Le Sommer 86' (11-esből) | (0–0) Jegyzőkönyv |        |

| Willem II, Tilburg Nézőszám: 5 000 Játékvezető: Carina Vitulano (német) |

| 2017. július 22. 18:00 |

| Izland             | 1–2               | Svájc                       |
| ------------------ | ----------------- | --------------------------- |
| Friðriksdóttir 33' | (1–1) Jegyzőkönyv | Dickenmann 43' Bachmann 52' |

| De Vijverberg, Doetinchem Játékvezető: Anasztaszija Pusztovojtova (orosz) |

| 2017. július 22. 20:45 |

| Franciaország | 1–1               | Ausztria  |
| ------------- | ----------------- | --------- |
| Henry 51'     | (0–1) Jegyzőkönyv | Makas 27' |

| Galgenwaard, Utrecht Játékvezető: Jana Adámková (cseh) |

| 2017. július 26. 20:45 |

| Svájc            | 1–1               | Franciaország |
| ---------------- | ----------------- | ------------- |
| Crnogorčević 19' | (1–0) Jegyzőkönyv | Abily 76'     |

| Rat Verlegh, Breda Nézőszám: 4 511 Játékvezető: Kulcsár Katalin (magyar) |

| 2017. július 26. 20:45 |

| Izland | 0–3               | Ausztria                             |
| ------ | ----------------- | ------------------------------------ |
|        | (0–2) Jegyzőkönyv | Zadrazil 36' Burger 44' Enzinger 89' |

| Het Kasteel, Rotterdam Nézőszám: 4 893 Játékvezető: Riem Hussein (német) |

### D csoport
| Hely. | Csapat        | M | Gy | D | V | G+ | G– | Gk | P | Továbbjutás                                |
| ----- | ------------- | - | -- | - | - | -- | -- | -- | - | ------------------------------------------ |
| 1.    | Anglia        | 3 | 3  | 0 | 0 | 10 | 1  | +9 | 9 | Továbbjutott az egyenes kieséses szakaszba |
| 2.    | Spanyolország | 3 | 1  | 0 | 2 | 2  | 3  | −1 | 3 | Továbbjutott az egyenes kieséses szakaszba |
| 3.    | Skócia        | 3 | 1  | 0 | 2 | 2  | 8  | −6 | 3 |                                            |
| 4.    | Portugália    | 3 | 1  | 0 | 2 | 3  | 5  | −2 | 3 |                                            |

| 2017. július 19. 18:00 |

| Spanyolország           | 2–0               | Portugália |
| ----------------------- | ----------------- | ---------- |
| Losada 23' Sampedro 42' | (2–0) Jegyzőkönyv |            |

| De Vijverberg, Doetinchem Nézőszám: 3 100 Játékvezető: Pernilla Larsson (svéd) |

| 2017. július 19. 20:45 |

| Anglia                                              | 6–0               | Skócia |
| --------------------------------------------------- | ----------------- | ------ |
| Taylor 11' 26' 53' White 32' Nobbs 87' Duggan 90+3' | (3–0) Jegyzőkönyv |        |

| Galgenwaard, Utrecht Nézőszám: 5 578 Játékvezető: Esther Staubli (svájci) |

| 2017. július 23. 18:00 |

| Skócia       | 1–2               | Portugália           |
| ------------ | ----------------- | -------------------- |
| Cuthbert 68' | (0–1) Jegyzőkönyv | Mendes 27' Leite 72' |

| Het Kasteel, Rotterdam Nézőszám: 3 123 Játékvezető: Kulcsár Katalin (magyar) |

| 2017. július 23. 20:45 |

| Anglia              | 2–0               | Spanyolország |
| ------------------- | ----------------- | ------------- |
| Kirby 7' Taylor 48' | (1–0) Jegyzőkönyv |               |

| Rat Verlegh, Breda Nézőszám: 4 879 Játékvezető: Carina Vitulano (olasz) |

| 2017. július 27. 20:45 |

| Skócia   | 1–0               | Spanyolország |
| -------- | ----------------- | ------------- |
| Weir 42' | (1–0) Jegyzőkönyv |               |

| De Adelaarshorst, Deventer Nézőszám: 3 988 Játékvezető: Jana Adámková (cseh) |

| 2017. július 27. 20:45 |

| Portugália | 1–2               | Anglia               |
| ---------- | ----------------- | -------------------- |
| Mendes 17' | (1–1) Jegyzőkönyv | Duggan 7' Parris 48' |

| Willem II, Tilburg Nézőszám: 3 335 Játékvezető: Katerina Monzul (ukrán) |

## Egyenes kieséses szakasz
|  |                         |               |                      |                         |       |           |                         |           |  |  |       |       |       |
|  | Negyeddöntők            | Negyeddöntők  | Negyeddöntők         |                         |       | Elődöntők | Elődöntők               | Elődöntők |  |  | Döntő | Döntő | Döntő |
|  | Negyeddöntők            | Negyeddöntők  | Negyeddöntők         |                         |       | Elődöntők | Elődöntők               | Elődöntők |  |  | Döntő | Döntő | Döntő |
|  | július 29. – Doetinchem |               |                      |                         |       |           |                         |           |  |  |       |       |       |
|  |                         |               |                      |                         |       |           |                         |           |  |  |       |       |       |
|  | A1                      | Hollandia     | 2                    |                         |       |           |                         |           |  |  |       |       |       |
|  | A1                      | Hollandia     | 2                    | augusztus 3. – Enschede |       |           |                         |           |  |  |       |       |       |
|  | B2                      | Svédország    | 0                    |                         |       |           |                         |           |  |  |       |       |       |
|  | B2                      | Svédország    | 0                    |                         |       | Hollandia | Hollandia               | 3         |  |  |       |       |       |
|  | július 30. – Deventer   |               |                      |                         |       | Hollandia | Hollandia               | 3         |  |  |       |       |       |
|  |                         |               | Anglia               | Anglia                  | 0     |           |                         |           |  |  |       |       |       |
|  | D1                      | Anglia        | Anglia               | Anglia                  | 0     | 1         |                         |           |  |  |       |       |       |
|  | D1                      | Anglia        |                      |                         |       | 1         | augusztus 6. – Enschede |           |  |  |       |       |       |
|  | C2                      | Franciaország | 0                    |                         |       |           |                         |           |  |  |       |       |       |
|  | C2                      | Franciaország | 0                    |                         |       | Hollandia | Hollandia               | 4         |  |  |       |       |       |
|  | július 29. – Rotterdam  |               |                      |                         |       | Hollandia | Hollandia               | 4         |  |  |       |       |       |
|  |                         |               | Dánia                | Dánia                   | 2     |           |                         |           |  |  |       |       |       |
|  | B1                      | Németország   | Dánia                | Dánia                   | 2     | 1         |                         |           |  |  |       |       |       |
|  | B1                      | Németország   | augusztus 3. – Breda |                         |       | 1         |                         |           |  |  |       |       |       |
|  | A2                      | Dánia         | 2                    |                         |       |           |                         |           |  |  |       |       |       |
|  | A2                      | Dánia         | 2                    |                         |       | Dánia     | Dánia                   | 0 (3)     |  |  |       |       |       |
|  | július 22. – Tilburg    |               |                      |                         |       | Dánia     | Dánia                   | 0 (3)     |  |  |       |       |       |
|  |                         |               | Ausztria             | Ausztria                | 0 (0) |           |                         |           |  |  |       |       |       |
|  | C1                      | Ausztria      | Ausztria             | Ausztria                | 0 (0) | 0 (5)     |                         |           |  |  |       |       |       |
|  | C1                      | Ausztria      |                      |                         |       |           |                         |           |  |  |       |       |       |
|  | D2                      | Spanyolország | 0 (3)                |                         |       |           |                         |           |  |  |       |       |       |
|  | D2                      | Spanyolország | 0 (3)                |                         |       |           |                         |           |  |  |       |       |       |
|  |                         |               |                      |                         |       |           |                         |           |  |  |       |       |       |

### Negyeddöntők
| 2017. július 29. 18:00 |

| Hollandia               | 2–0               | Svédország |
| ----------------------- | ----------------- | ---------- |
| Martens 33' Miedema 64' | (1–0) Jegyzőkönyv |            |

| De Vijverberg, Doetinchem Nézőszám: 11 106 Játékvezető: Bibiana Steinhaus (német) |

| 2017. július 30. 12:00 |

| Németország    | 1–2               | Dánia                 |
| -------------- | ----------------- | --------------------- |
| Kerschowski 3' | (1–0) Jegyzőkönyv | Nadim 48' Nielsen 83' |

| Het Kasteel, Rotterdam Nézőszám: 5 251 Játékvezető: Kulcsár Katalin (magyar) |

| 2017. július 30. 18:00 |

| Ausztria                                     | 0–0 (h. u.)       | Spanyolország                      |
| -------------------------------------------- | ----------------- | ---------------------------------- |
|                                              | (0–0) Jegyzőkönyv |                                    |
| Büntetőpárbaj                                |                   |                                    |
| Feiersinger Burger Aschauer Pinther Puntigam | 5–3               | García Sampedro Meseguer Corredera |

| Willem II, Tilburg Nézőszám: 3 488 Játékvezető: Stéphanie Frappart (francia) |

| 2017. július 30. 20:45 |

| Anglia     | 1–0               | Franciaország |
| ---------- | ----------------- | ------------- |
| Taylor 60' | (0–0) Jegyzőkönyv |               |

| De Adelaarshorst, Deventer Nézőszám: 6 283 Játékvezető: Esther Staubli (svájci) |

### Elődöntők
| 2017. augusztus 3. 18:00 |

| Dánia                          | 0–0 (h. u.)       | Ausztria                     |
| ------------------------------ | ----------------- | ---------------------------- |
|                                | (0–0) Jegyzőkönyv |                              |
| Büntetőpárbaj                  |                   |                              |
| Nadim Harder Pedersen Sørensen | 3–0               | Feiersinger Pinther Aschauer |

| De Grolsch Veste, Enschede Nézőszám: 11 312 Játékvezető: Katerina Monzul (ukrán) |

| 2017. augusztus 3. 20:45 |

| Hollandia                                | 3–0               | Anglia |
| ---------------------------------------- | ----------------- | ------ |
| Miedema 22' van de Donk 62' Bright 90+3' | (1–0) Jegyzőkönyv |        |

| Rat Verlegh, Breda Nézőszám: 27 093 Játékvezető: Stéphanie Frappart (francia) |

### Döntő
| 2017. augusztus 6. 17:00 |

| Hollandia                              | 4–2               | Dánia                          |
| -------------------------------------- | ----------------- | ------------------------------ |
| Miedema 10' 89' Martens 28' Spitse 51' | (2–2) Jegyzőkönyv | Nadim 6' (11-esből) Harder 23' |

| De Grolsch Veste, Enschede Nézőszám: 28 182 Játékvezető: Esther Staubli (svájci) |

| A 2017-es női labdarúgó-Európa-bajnokság győztese |
| ------------------------------------------------- |
| · Hollandia · 1. cím                              |

### Gólszerzők
5 gólos
- Jodie Taylor

4 gólos
- Vivianne Miedema

3 gólos
- Sherida Spitse
- Lieke Martens

2 gólos
| - Nina Burger - Nadia Nadim - Toni Duggan | - Babett Peter - Ilaria Mauro - Daniela Sabatino | - Carolina Mendes - Stina Blackstenius - Lotta Schelin |

1 gólos
| - Stefanie Enzinger - Lisa Makas - Sarah Zadrazil - Janice Cayman - Elke Van Gorp - Tessa Wullaert - Pernille Harder - Theresa Nielsen - Sanne Troelsgaard - Katrine Veje - Fran Kirby - Jordan Nobbs | - Nikita Parris - Ellen White - Camille Abily - Amandine Henry - Eugénie Le Sommer - Josephine Henning - Isabel Kerschowski - Marozsán Dzsenifer - Fanndís Friðriksdóttir - Cristiana Girelli - Daniëlle van de Donk - Shanice van de Sanden | - Ana Leite - Jelena Danyilova - Jelena Morozova - Erin Cuthbert - Caroline Weir - Vicky Losada - Amanda Sampedro - Ramona Bachmann - Ana-Maria Crnogorčević - Lara Dickenmann |

Öngólos
- Millie Bright (Hollandia ellen)